# اچ‌ام‌اس ولدینگهام (ام۲۷۷۸)
اچ‌ام‌اس ولدینگهام (ام۲۷۷۸) (به انگلیسی: HMS Woldingham (M2778)) یک کشتی بود. این کشتی در سال ۱۹۵۵ ساخته شد.